# Vignoble du Central Otago

Vignoble du Central Otago, à Amisfield

Le vignoble du Central Otago est une région viticole de l'île du sud de la Nouvelle-Zélande. Elle est réputée pour ses vins de Pinot noir.

## Histoire

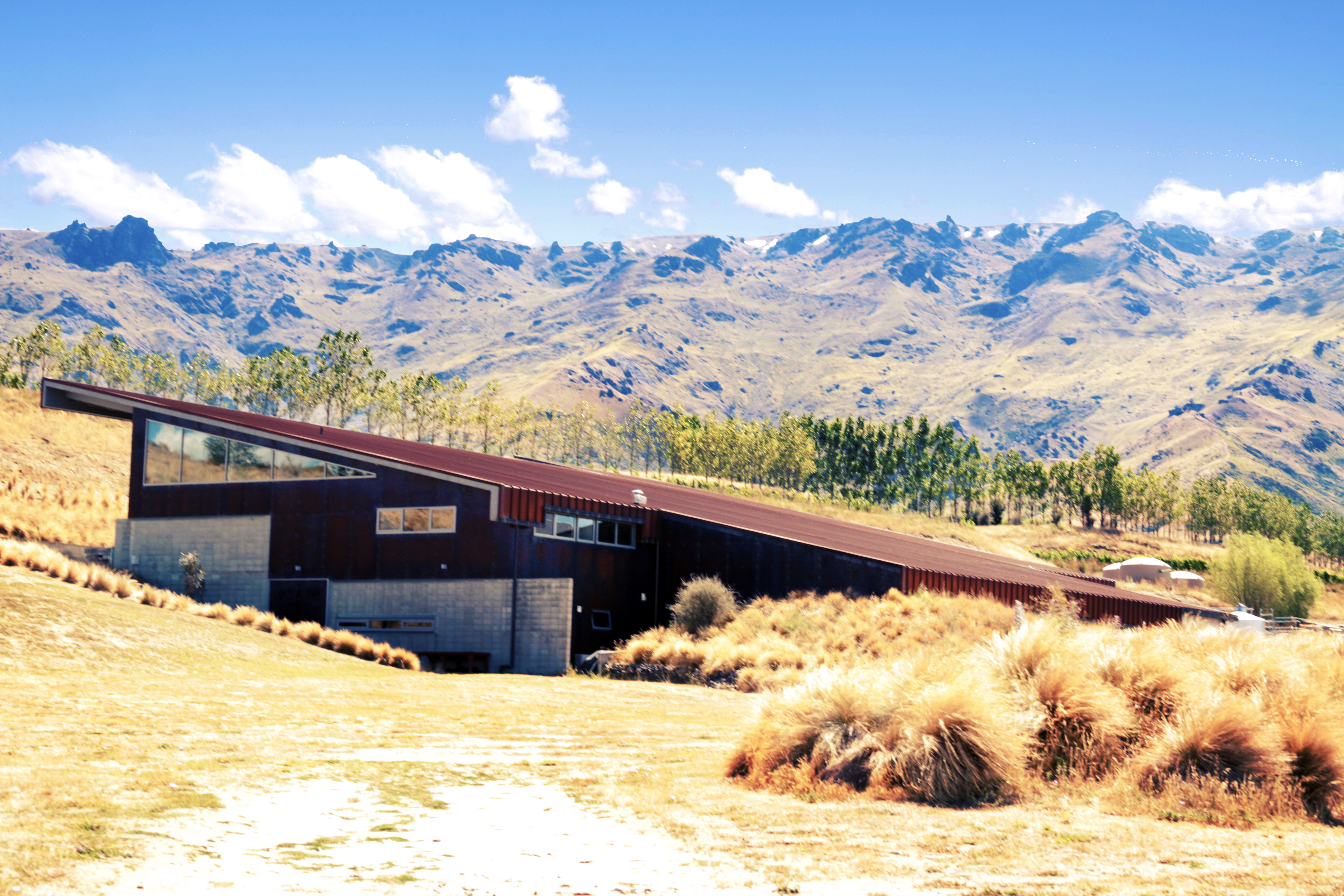
Cuverie d'Amisfield

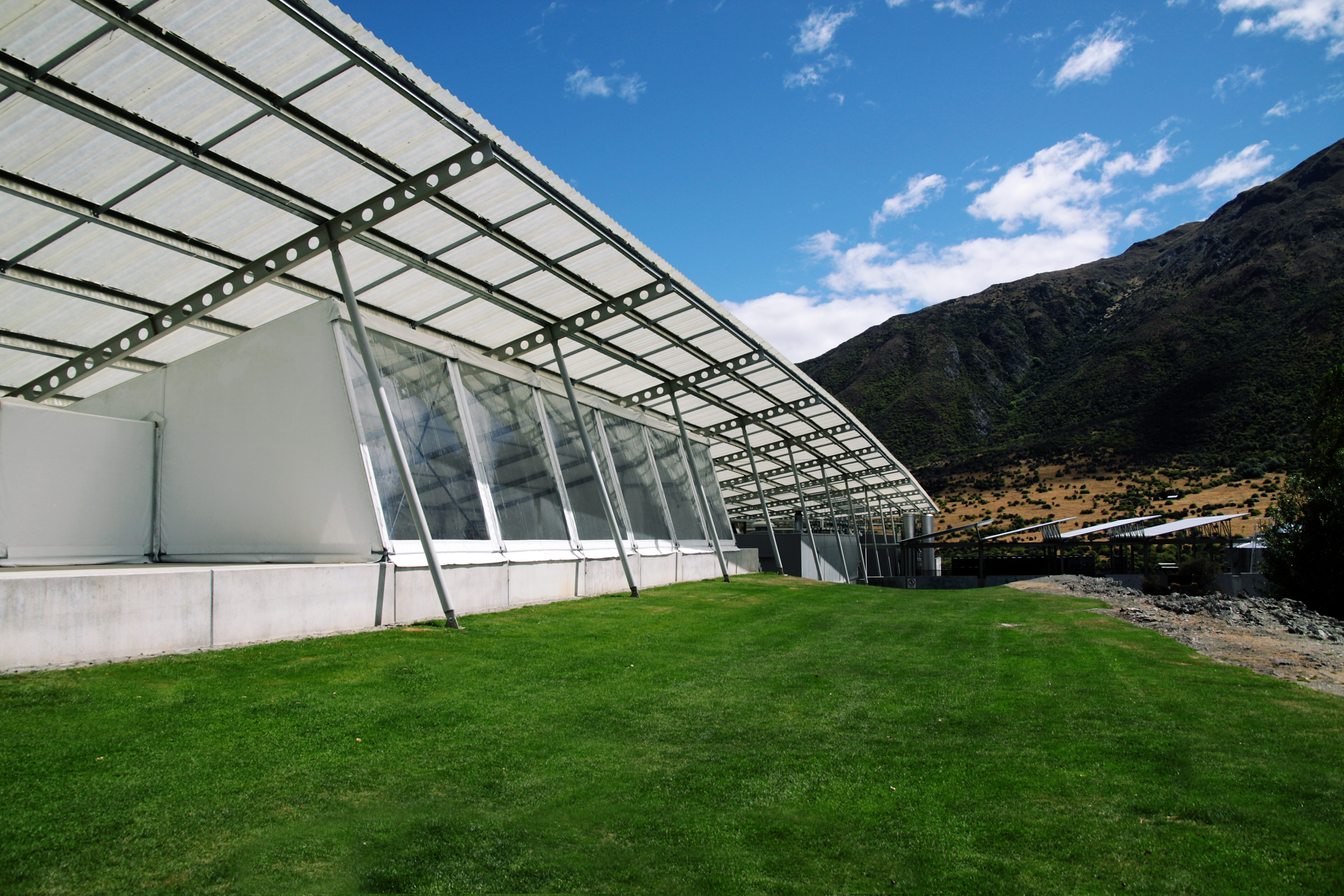
Cuverie de Peregrine

L'occupation européenne importante dans cette région a commencé avec la ruée vers l'or du Central Otago dans les années 1860. C'est dans les années 1880 qu'un de ces immigrants, un mineur d'or français, Jean Desire Feraud, a rapidement planté les premières vignes en achetant une parcelle de 100 ares, et s'est lancé dans la production de vin à petite échelle. Ses vins gagneront des médailles dans les compétitions de vins australiennes. À la fin du XIXe siècle, le gouvernement néo-zélandais mandate un vigneron franco-italien, Romeo Bragato pour examiner le pays. Il décrit le Central Otago comme l'endroit le plus adapté à être planté avec des cépages bourguignons, tel le Pinot noir. Il rencontra des difficultés à convaincre les néo-zélandais sur l'intérêt économique de la filière viti-vinicole.
Un regain d'intérêt survient à partir des années 1950, et jusqu'à la fin des années 1970, de nouveaux essais de plantations sont réalisés, par les particuliers et sous les auspices du ministère de l'agriculture néo-zélandais. En 1980, une expérience et une confiance suffisantes ont été acquises pour la plantation et l'exploitation commerciale à petite échelle.
La plantation de vigne et la production sont restées modestes jusqu'au milieu des années 1990, puis l'industrie se développa plus rapidement. En 1996, il n'y avait que onze domaines vinicoles dans la région du Central Otago, représentant seulement 4,6 % du total national. En 2004 ce chiffre est passé à 75 domaines viticoles, pour 16,2 % du total national. Au cours de la même période, la superficie plantée en vigne est passée de 92 hectares (1,4 % du total national) ) à 1062 hectares (5,1 %). Le délai entre la plantation et la capacité maximum de production de la vigne étant long, le Central Otago misa sur une production de qualité plutôt que quantitative, comme pour les vins en vrac. La production de vin ne représentait que 0,5 % (376 tonnes) du total Nouvelle-Zélande en 1996 , passant à 0,9 % (1439 tonnes) en 2004.
Les cuveries bénéficient des techniques les plus récentes, d'une architecture moderne et d'un développement touristique important basé sur la gastronomie.

## Climatologie
À une altitude d'environ 300 mètres, le vignoble du Central Otago est protégé du climat océanique caractéristique de la Nouvelle-Zélande par de hautes montagnes (jusqu'à 3700 mètres) entourant la vallée. C'est ainsi la seule zone présentant un climat continental du pays, avec des écarts de température quotidiens extrêmes, tout comme les écarts saisonniers, typiques de ces zones géographiques.
Les précipitations sont de 637 mm d'eau par an en moyenne. L'ensoleillement moyen est de 1 973 heures par an.
L'été est chaud et sec, et souvent accompagné par le "Nor'west arch", un vent caractérisé par l'effet de foehn, de fait, la vallée du Central Otago est souvent ensoleillée, et les nuages bloqués derrière les montagnes. L'automne est court, frais et ensoleillé. L'hiver est froid, avec des chutes de neige importantes. Les fortes gelées sont fréquentes durant l'hiver, pouvant se produire à tout moment entre mars et novembre.
Le contraste climatique entre le Central Otago et les régions plus chaudes et humides de l'île du Nord peut être illustré par la différence de date de récolte. Dans les vignes les plus septentrionales, la cueillette s'effectue généralement fin février ou début mars, tandis que dans Central Otago la vendange peut débuter entre fin mars et mi-avril, soit une différence de 3 à 6 semaines.
L'endroit le plus chaud du Central Otago est situé dans l'aire de Lowburn, entre Cromwell et le mont Pisa, le long du lac Dunstan.

## Pédologie

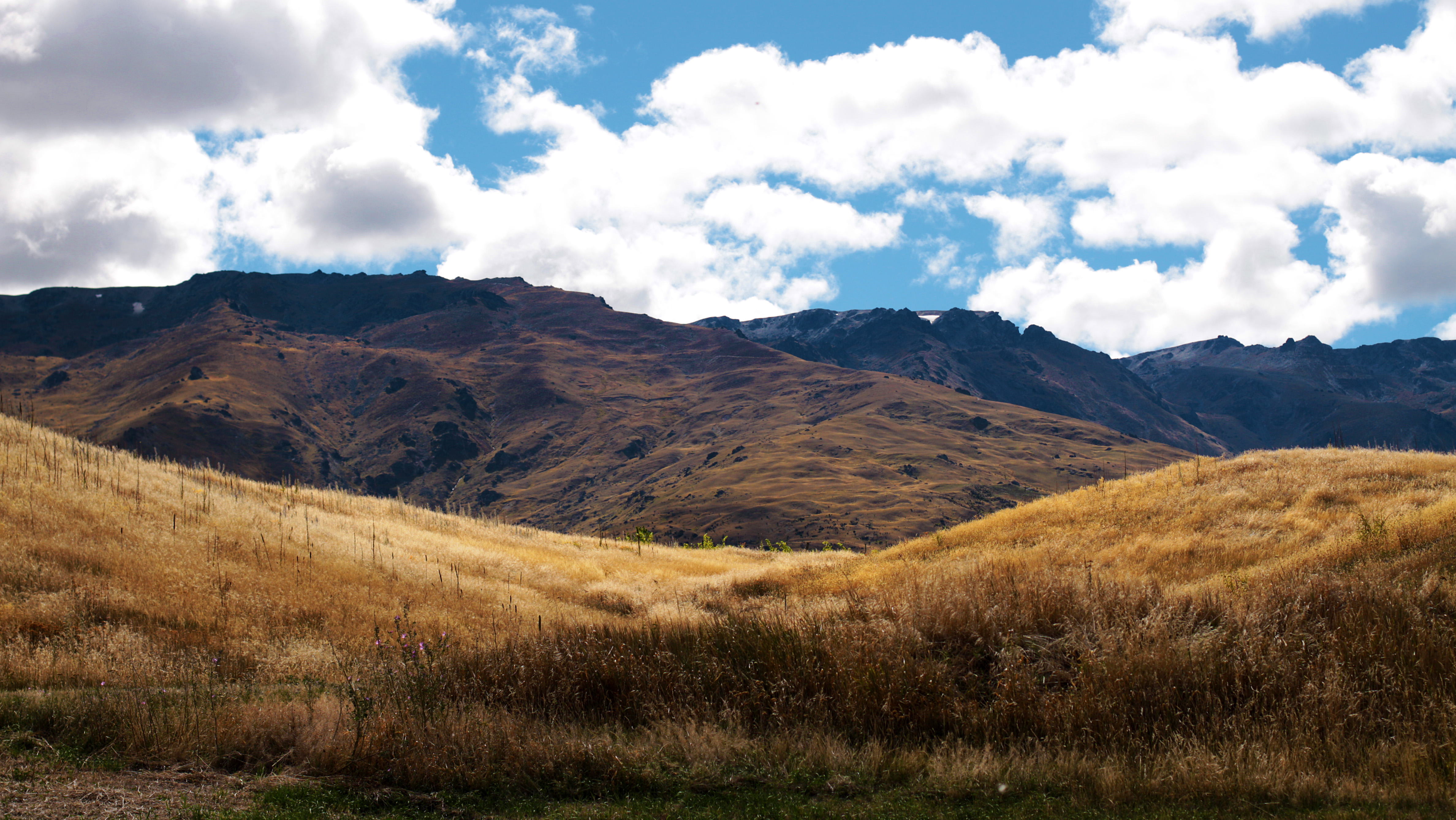
Mont Pisa

La structure du sol diffère également considérablement des autres régions viticoles du pays, avec des dépôts de micas rugueux, et d'autres schistes métamorphiques. L'eau est facilement drainée dû à la structure alluvionne et sableuse des sols, et aux vignobles fréquemment plantés sur de légers coteaux.

## Sous-Régions

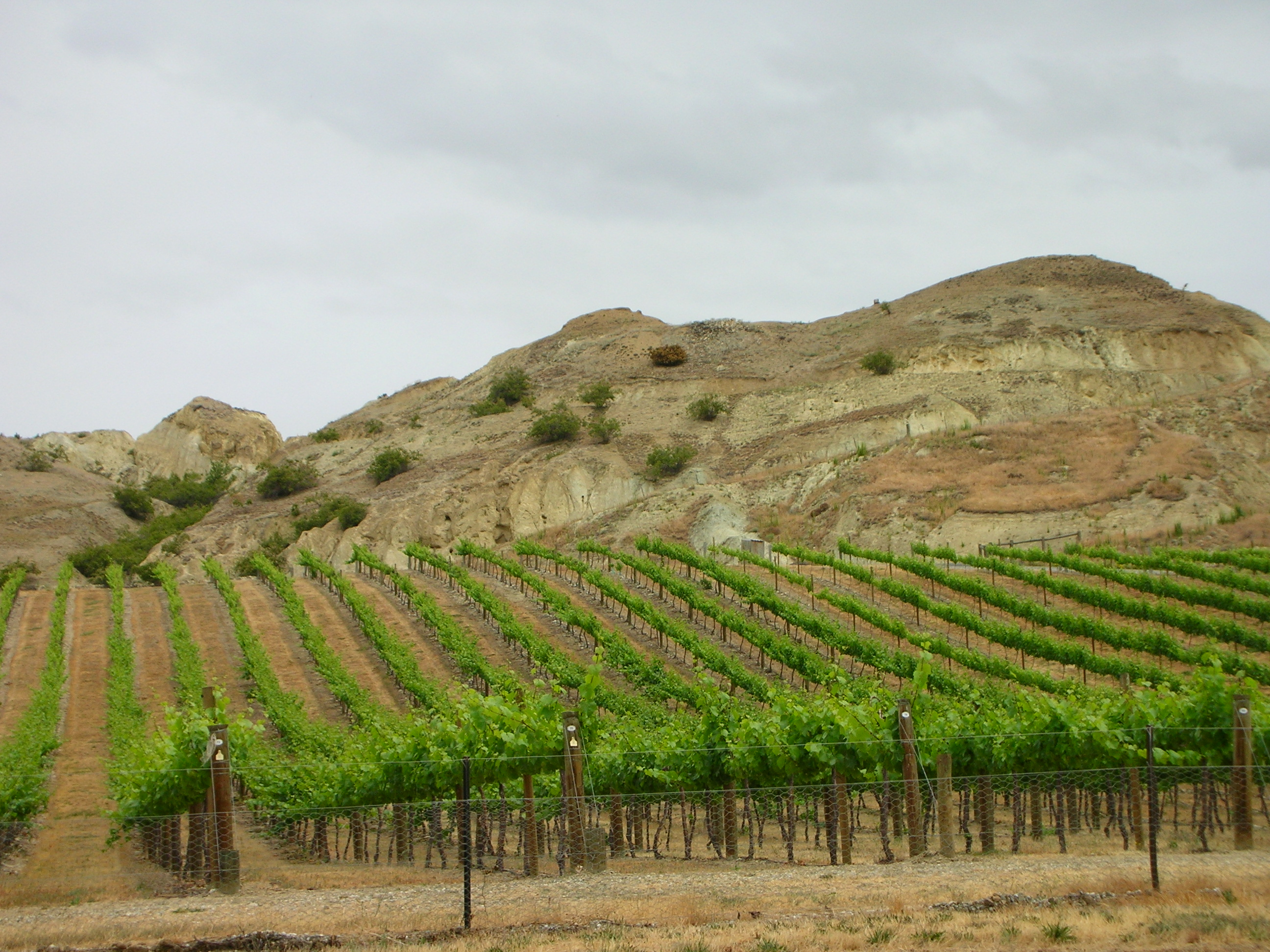
Vignoble à Bannockburn, près de Felton Road

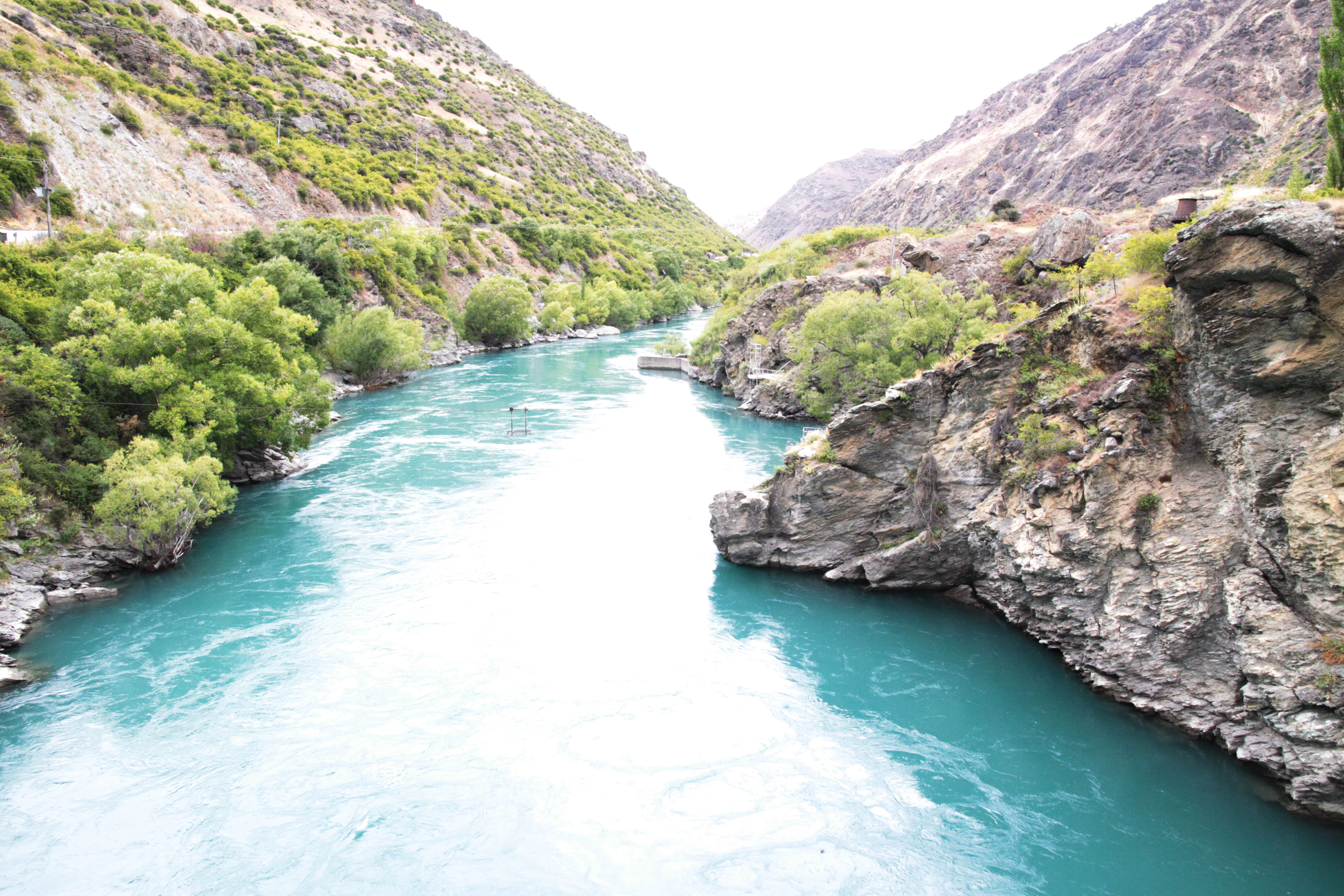
Riviere Kawarau

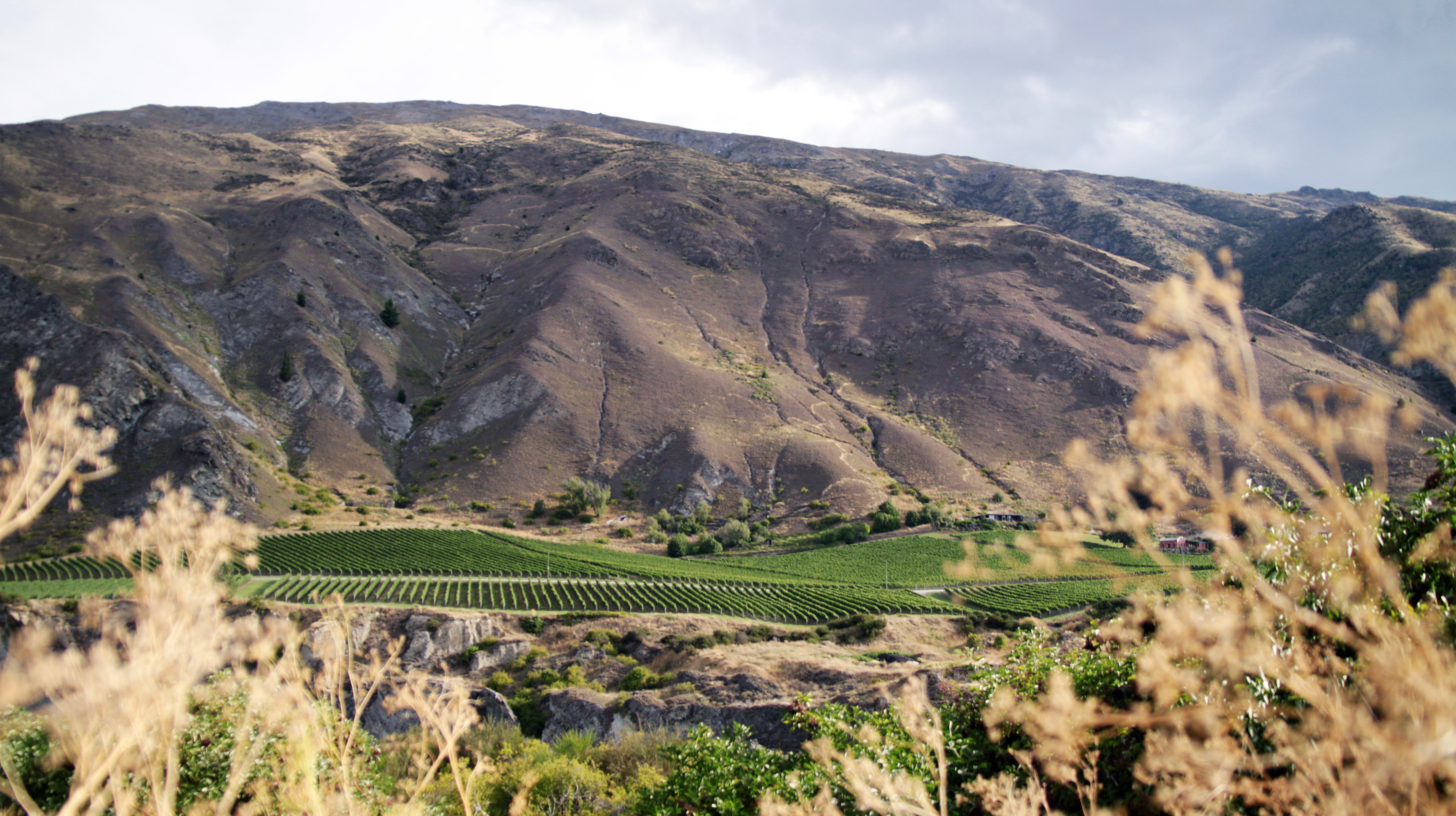
Vignoble de Chard Farm, à flanc de montagne dans la Gibbston Valley

Pisa Moorings, vignoble atypique au Nord de Cromwell

La région viticole du Central Otago est divisée en plusieurs sous-régions, chacune avec son propre climat et ses caractéristiques.

### Bannockburn
Située sur la rive sud de la rivière Kawarau près de Cromwell, Bannockburn est une zone qui a été habitée par les mineurs d'or comme «le cœur du désert". Les raisins mûrissent tôt, sur des sables, argiles et limons. L'altitude varie de 220 à 370 mètres.

### Bendigo
La région se trouve à l'est de la rivière et le lac Dunstan Clutha. L'altitude moyenne est de 220 mètres, le vignoble est planté sur les terrasses de haute altitude (330 à 350m). Cette zone chaude a des sols secs, à des hauteurs variables on trouve des sols drainants à bas niveau, et des sols peu profonds à des altitudes plus élevées.

### Gibbston Valley
C'est une vallée étroite entourée par des terrains montagneux. Environ 250 hectares de vignes sont plantées sur des terrains en coteaux, sur le surplomb sud de la rivière Kawarau. Gibbston est la plus fraîche et la plus élevée des sous-régions, située entre 320 et 420 mètres d'altitude. Parfois appelée la sous-région de Queenstown, car elle en est proche.

### Wanaka
La plus petite des sous-régions, a son vignoble planté sur les rives du lac Wanaka, avec la ville de Luggate à l'est. Comprise entre 290 à 320 mètres d'altitude, les vignobles profitent d'un climat similaire mais légèrement plus chaud que celui de la Gibbston Valley.

### Bassin d'Alexandra
Il est entouré par les rivières Clutha et Manuherikia. Il enregistre régulièrement les températures estivales les plus chaudes de la Nouvelle-Zélande. Des affleurements de schistes dominent le paysage aride et une large amplitude thermique modère les températures élevées.

### Bassin de Cromwell
Il possède la plus forte concentration de vignes. La zone est délimitée par la rivière Kawarau, Lac Dunstan à l'est, et la chaîne de montagnes Pisa à l'ouest. C'est une région chaude caractérisée par un climat semi-aride, de hautes terrasses, des moraines, et des cônes de déjections d'alluvions en pente douce.

## Viticulture et œnologie

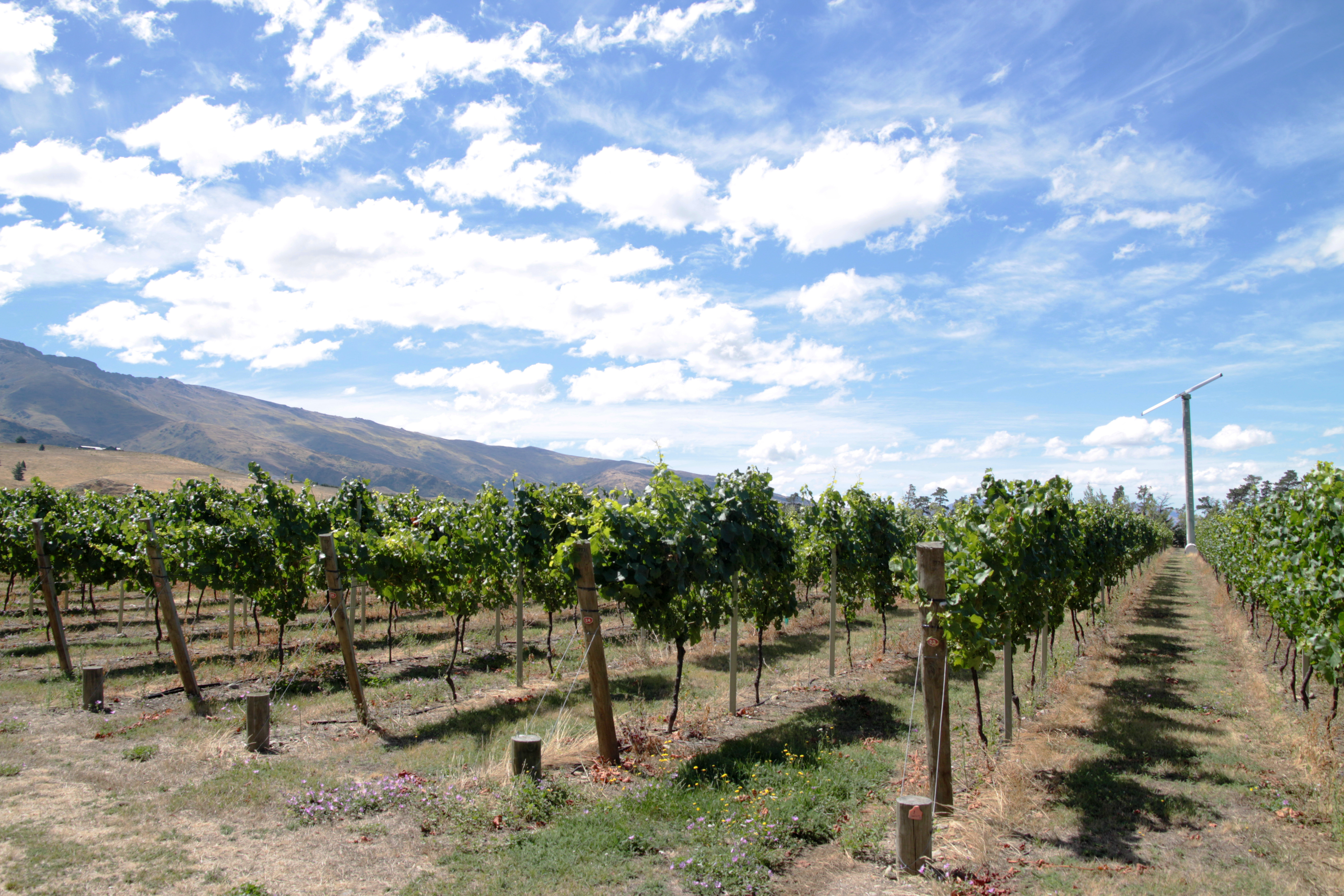
Vignoble de Pinot noir, en vignes hautes et larges

### Encépagement
Le Pinot noir est le principal cépage du Central Otago, il représente environ 70 % des plantations, soit 1356 ha en 2013.
Les 30 % de la production restants sont :
- Chardonnay (45 ha),
- Sauvignon Blanc (43ha)
- Riesling (77 ha)
- Pinot gris (218 ha)
- Gewurztraminer (16 ha).

Des quantités confidentielles de Cabernet Sauvignon (à Alexandra) et de Syrah (Bendigo) sont produites par quelques domaines atypiques.
Une vinification limitée de vins effervescents selon la méthode traditionnelle est également réalisée à partir de Pinot noir et de Chardonnay.

### Pratiques culturales

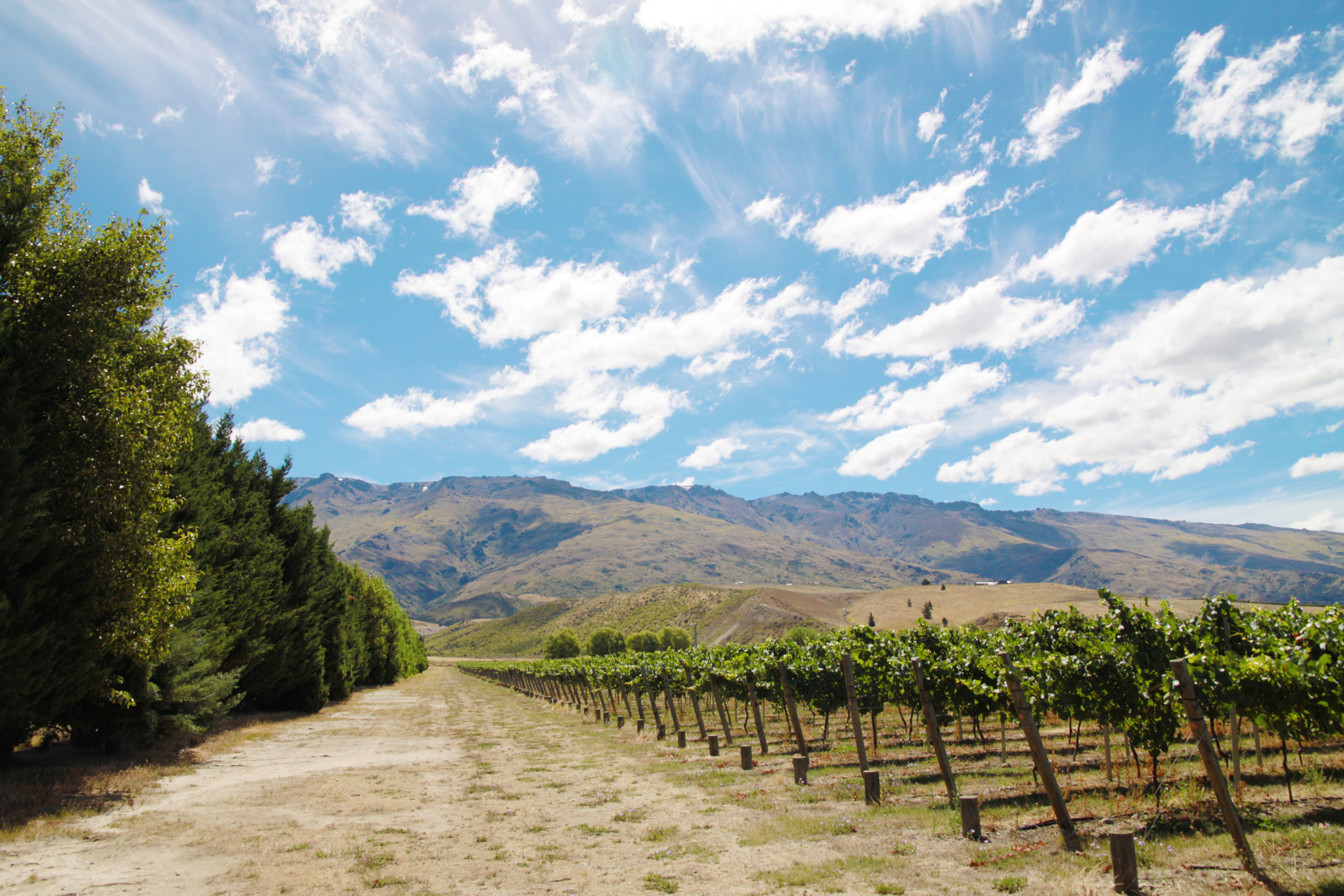
Vignoble Amisfield, Pisa

Les vignes sont majoritairement plantées hautes et larges, à une densité moyenne de 4000 à 5000 pieds/ha.
L'irrigation est présente sur la quasi-totalité du vignoble, étant indispensable du fait des sols très drainants.
Grâce au climat sec, les maladies telles que le mildiou, l'oïdium et le botrytis sont très peu présentes, la lutte phytosanitaire est facilitée.
Les oiseaux sont nuisibles après la véraison, venant piller les raisins. La majorité des domaines protègent les vignes avec des filets.

### Vinification
Les méthodes de vinifications pour les rouges s'apparentent souvent à la méthode dite bourguignonne, en particulier pour la vinification du Pinot Noir. Le processus inclus fréquemment une macération pré-fermentaire à froid, puis une cuvaison de 2 à 4 semaines avec des opérations d'extraction, le tout en cuves ouvertes.

### Vins effervescents
Le climat froid de la région facilite la production de raisins pour les vins effervescents. Si les raisins viennent bien de ces terroirs et que les vins sont vendus dans la région, le processus de vinification est quant à lui souvent sous-traité par des entreprises externes aux domaines locaux, à l’exception du domaine de Quartz Reef qui assure sa propre production.

## Production
Sur les 1909 hectares de vignes plantés en 2013, la récolte a été de 8 400 tonnes, ce qui représente 2,4 % de la production néo-zélandaise.
Cela représente une moyenne de rendements d'environ 35 hL/ha.

## Domaines viticoles
| Nom du domaine                          | Localisation       |
| --------------------------------------- | ------------------ |
| 25 Steps Vineyard                       | Bassin de Cromwell |
| 8 Ranges Wines / Tussock Ridge Vineyard | Alexandra          |
| Akarua                                  | Bannockburn        |
| Alexandra Wine Company                  | Alexandra          |
| Amisfield Wine Company                  | Vallée de Gibbston |
| Aravin                                  | Alexandra          |
| Archangel                               | Central Otago      |
| Aurum Wines                             | Cromwell           |
| Bald Hills Vineyard                     | Bannockburn        |
| Bannock Brae Estate                     | Bannockburn        |
| Black Quail Estate                      | Bannockburn        |
| Black Ridge                             | Alexandra          |
| Burn Cottage                            | Cromwell           |
| Carrick                                 | Bannockburn        |
| Ceres Wines                             | Bannockburn        |
| Charcoal Gully Estate                   | Bassin de Cromwell |
| Chard Farm                              | Vallée de Gibbston |
| Clutha Ridge                            | Bassin de Cromwell |
| Coal Pit Vineyard & Winery              | Vallée de Gibbston |
| Desert Heart Wine Company               | Bannockburn        |
| Doctors Flat Vineyard                   | Bannockburn        |
| Domain Road Vineyard                    | Bannockburn        |
| Drumsara Wines                          | Alexandra          |
| Ellero                                  | Bassin de Cromwell |
| Felton Road                             | Bannockburn        |
| Gate Twenty Two Vineyard                | Bannockburn        |
| GeorgeTown Vineyard                     | Cromwell           |
| Gibbston Valley Wines                   | Vallée de Gibbston |
| Grasshopper Rock                        | Alexandra          |
| Greylands Ridge Vineyard                | Alexandra          |
| Hawkdun Rise Vineyard & Accomodation    | Alexandra          |
| Hawkshead                               | Vallée de Gibbston |
| Hinton Estate Vineyard                  | Alexandra          |
| Judge Rock Pinot Wines                  | Alexandra          |
| Kingsmill Wines                         | Bannockburn        |
| Lazy Dog Restaurant and Cellar Door     | Bassin de Cromwell |
| Locharburn Estate Vineyard              | Bassin de Cromwell |
| Lowburn Ferry                           | Cromwell           |
| Maori Point Vineyard                    | Bassin de Cromwell |
| Maude Wines                             | Central Otago      |
| Misha's Vineyard                        | Bassin de Cromwell |
| Mitre Rocks Vineyard                    | Bassin de Cromwell |
| Mondillo Vineyards                      | Bassin de Cromwell |
| Mount Edward                            | Vallée de Gibbston |
| Mount Michael Wines                     | Cromwell           |
| Mt Difficulty                           | Bannockburn        |
| Mud House Wines                         | Bassin de Cromwell |
| Nevis Bluff Wines                       | Cromwell           |
| Northburn Station                       | Cromwell           |
| Peregrine Wines                         | Vallée de Gibbston |
| Perseverance Estate                     | Alexandra          |
| Pisa Moorings                           | Bassin de Cromwell |
| Pisa Range Estate                       | Bassin de Cromwell |
| Poplar Estate                           | Bassin de Cromwell |
| Prophet's Rock Vineyard                 | Bassin de Cromwell |
| Quartz Reef                             | Cromwell           |
| Remarkable Wines                        | Vallée de Gibbston |
| Rippon Vineyard and Winery              | Central Otago      |
| Rockburn Wines                          | Cromwell           |
| Scott Base Vineyard                     | Cromwell           |
| Serendipity Vineyard                    | Cromwell           |
| Shaky Bridge Wines                      | Alexandra          |
| Sims Estate Vineyard                    | Vallée de Gibbston |
| Stoneridge                              | Vallée de Gibbston |
| Surveyor Thomson Wines                  | Bassin de Cromwell |
| Tarras Country Store                    | Bassin de Cromwell |
| Tarras Vineyards                        | Bassin de Cromwell |
| Tatty Bogler                            | Bannockburn        |
| Te Mara Estate                          | Bassin de Cromwell |
| Terra Sancta                            | Bannockburn        |
| Three Miners Vineyards                  | Alexandra          |
| Torr Estate                             | Bassin de Cromwell |
| TOSQ Vineyard                           | Bassin de Cromwell |
| Two Degrees Vineyard                    | Bassin de Cromwell |
| Two Paddocks                            | Alexandra          |
| Two Sisters                             | Cromwell           |
| Valli Vineyards                         | Vallée de Gibbston |
| Wild Earth Wines                        | Cromwell           |
| Wooing Tree Vineyard                    | Cromwell           |

Bouteilles de producteurs du Central Otago
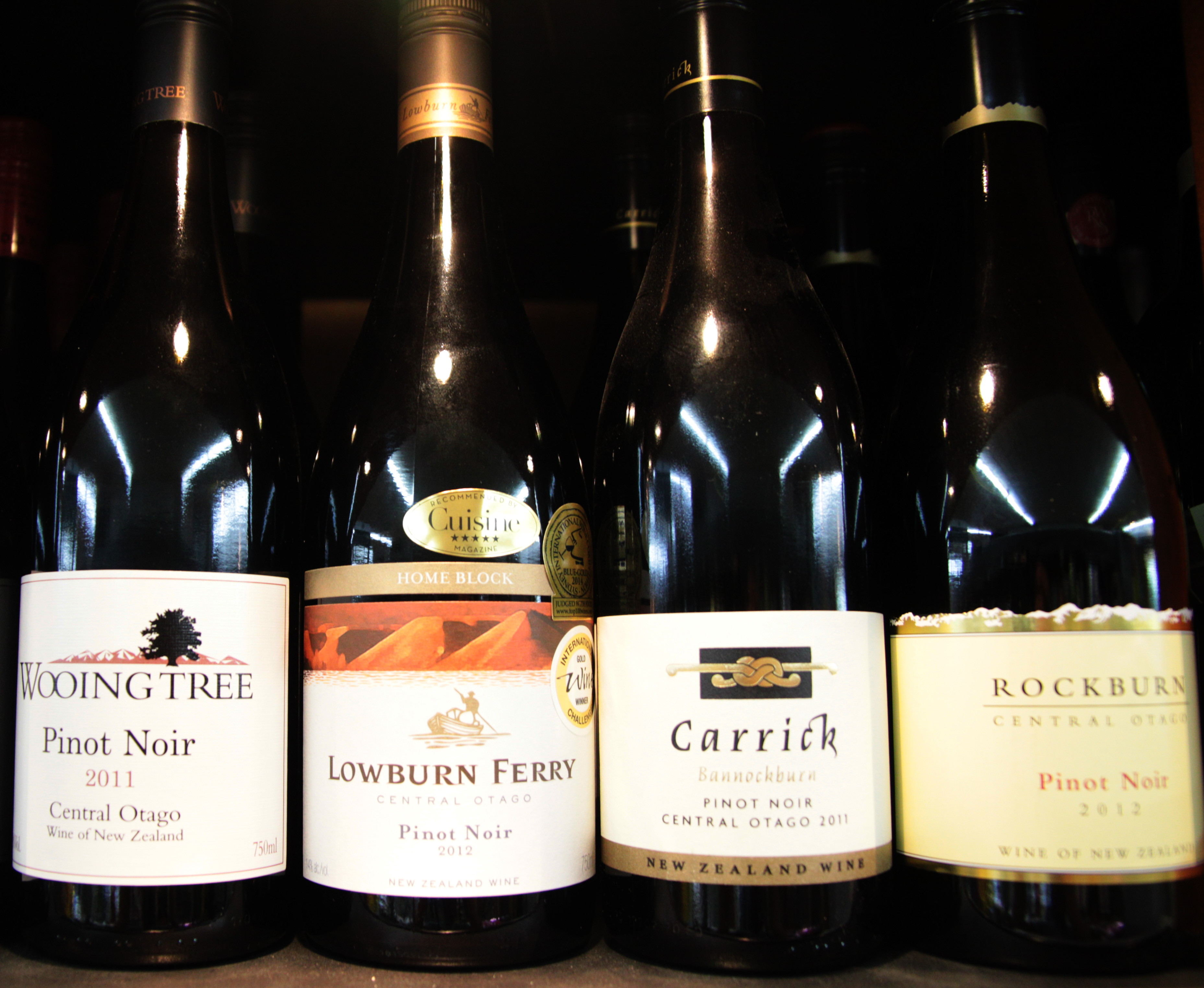
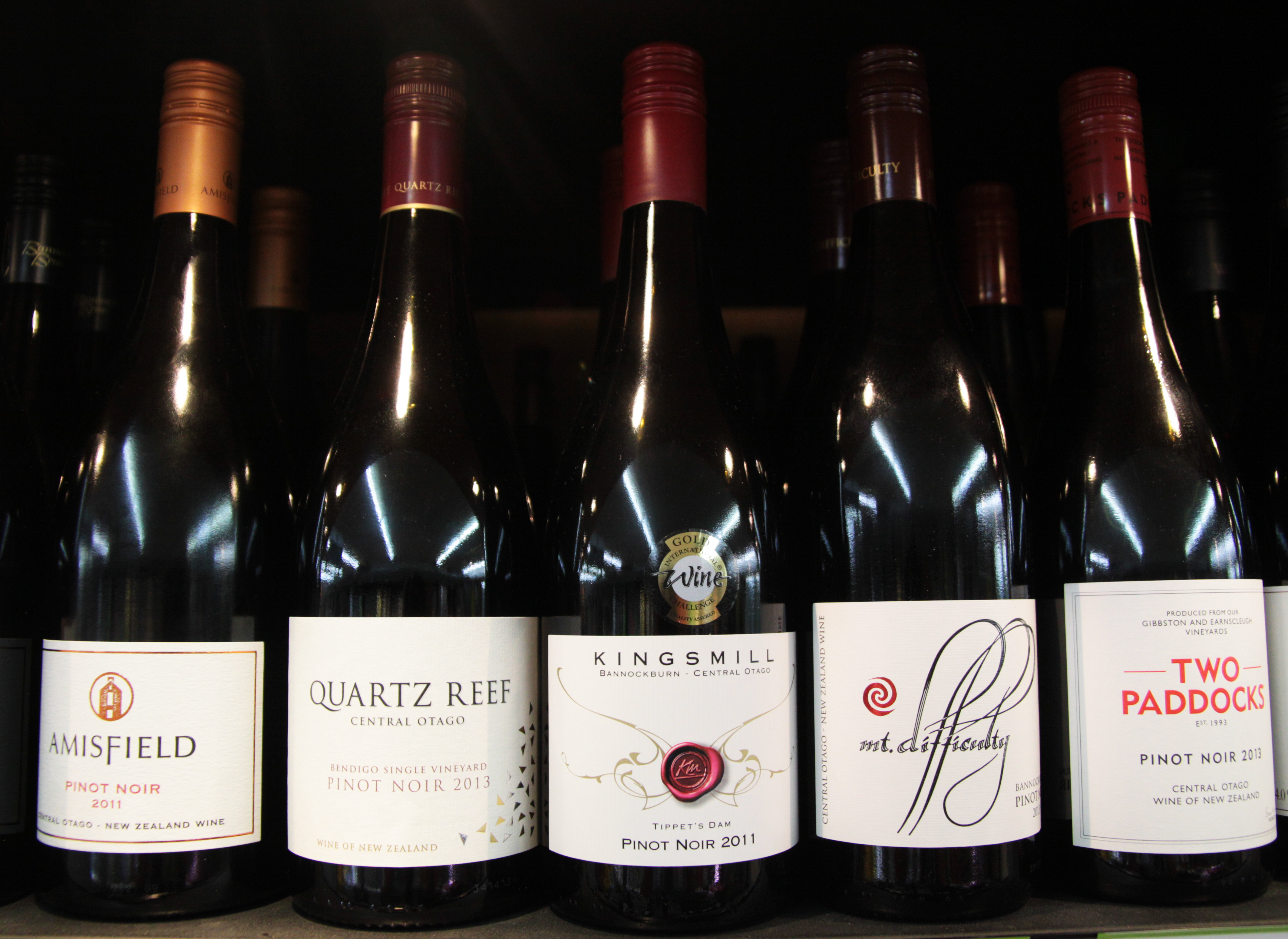
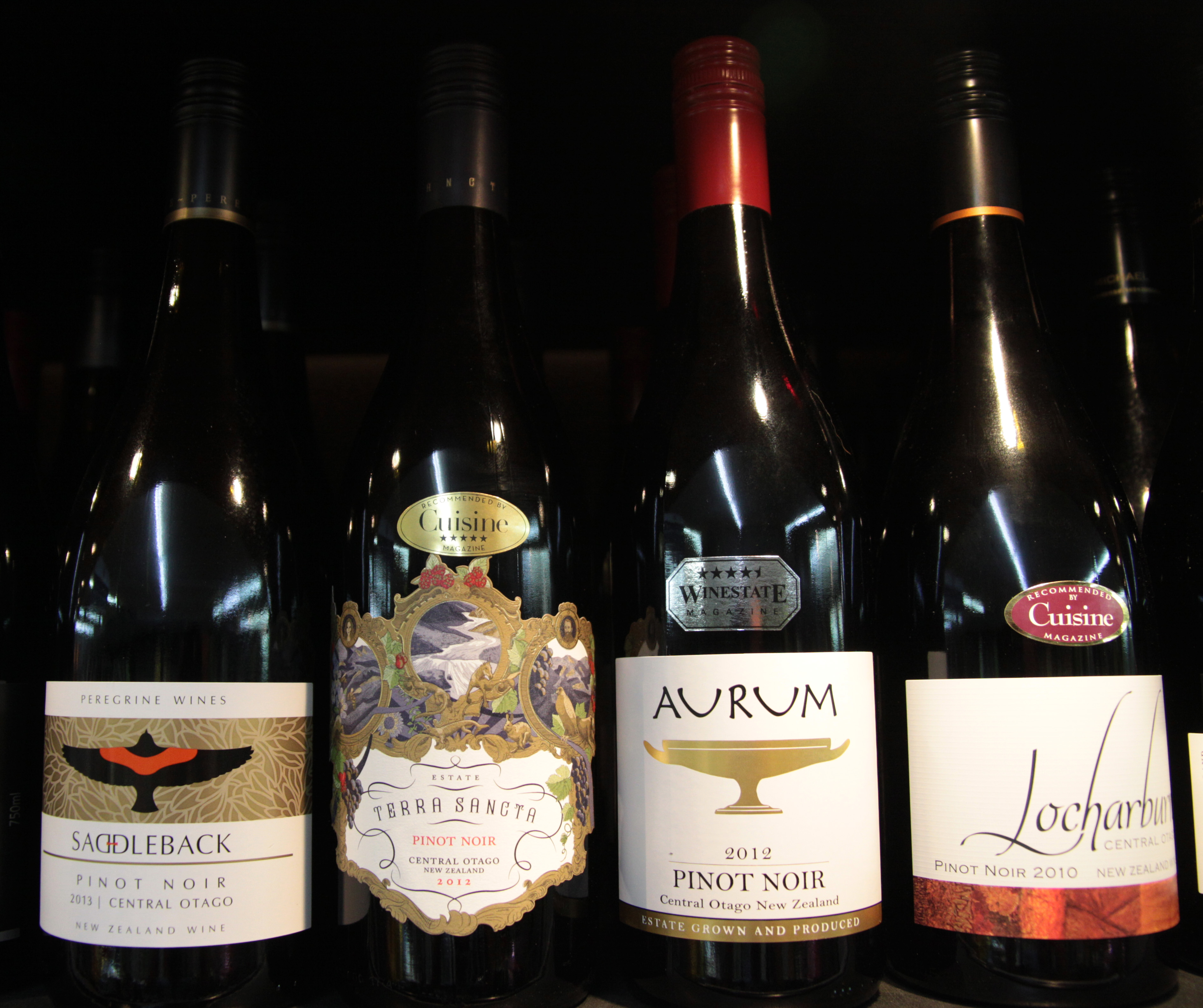

### Source
- (en) Cet article est partiellement ou en totalité issu de l’article de Wikipédia en anglais intitulé « Central Otago wine region » (voir la liste des auteurs).